# Mật

Biểu đồ hệ tiêu hóa cho thấy túi mật (gall, bile)

Mật là dịch màu vàng hơi xanh, vị đắng và có tính kiềm được tiết từ gan ở hầu hết động vật có xương sống. Ở nhiều loài, mật được lưu giữ trong túi mật giữa các bữa ăn và được đổ vào tá tràng khi ăn, ở đó nó hỗ trợ quá trình tiêu hoá thức ăn.

## Sinh lý học
Thành phần của dịch mật bao gồm: nước, muối mật, sắc tố mật, cholesterol, muối vô cơ, axit béo, lecithin, mỡ và phosphat kiềm.

### Muối mật
Muối mật là muối Kali hoặc Natri của các acid mật liên hợp có nguồn gốc từ cholesterol với glycin hoặc taurin. Có hai loại muối mật: glycocholat Natri (Kali) và taurocholat Natri (Kali).
Muối mật có chức năng quan trọng trong việc tiêu hóa và hấp thu lipid (nhũ tương hóa lipid) ở ruột non và giúp cho hấp thu các vitamin tan trong lipid: A, D, E và K.
Khi xuống đến hồi tràng, 95% muối mật được tái hấp thu rồi theo tĩnh mạch cửa trở về gan và được tái bài tiết, gọi là chu trình ruột gan (hình trên).
Còn lại 5% muối mật được đào thải theo phân có tác dụng giữ nước trong phân và duy trì nhu động ruột già.
Các muối mật (glycine và taurine) ở chừng mực nào đó đóng vai trò như chất tẩy giặt, kết hợp với các phospholipid làm vỡ các giọt mỡ trong quá trình nhũ tương hoá mỡ, tạo thành các hạt micelle, nhờ đó hỗ trợ hấp thu mỡ. Ngoài chức năng tiêu hoá, mật còn là đường bài tiết các sản phẩm thoái hoá của hemoglobin là bilirubin, tạo nên màu sắc của mật. Mật cũng chứa cholesterol, đôi khi tích tụ bên trong túi mật tạo thành sỏi cholesterol.

### Sắc tố mật
Sắc tố mật là sản phẩm chuyển hóa của nhân Hem, có trong hemoglobin và các chất chứa nhân Hem như Myoglobin... (Sắc tố mật hay còn gọi theo thông thường do thành phần chính có chứa bilirubin, Biliverdin) là một chất hình thành ở gan từ sản phẩm thoái hóa Hem trong cơ thể và sau đó được thải ra theo dịch mật.(Bile pigments, including bilirubin and biliverdin, are endogenous compounds belonging to the porphyrin family of molecules)

### Cholesterol
Tế bào gan tổng hợp cholesterol để sản xuất muối mật, một phần cholesterol được thải ra theo dịch mật để giữ hằng định cholesterol máu.
Khi xuống đến ruột, 1 lượng cholesterol được tái hấp thu trở lại.
Cholesterol không tan trong dịch mật, để tan được nó phải ở dưới dạng micelle cùng với muối mật và lecithin và gọi là sự bão hòa cholesterol của mật. Khi mật mất khả năng bão hòa này (do tăng cholesterol hoặc do giảm muối mật và lecithin), cholesterol sẽ tủa tạo nên sỏi.

### Khác
Mật từ động vật bị giết mổ có thể được trộn với xà phòng; hỗn hợp này có thể dùng để tẩy vết bẩn trên vải dệt.
Gan người sản xuất khoảng 1 lit mật mỗi ngày. Vì mật làm tăng hấp thu mỡ, nó cũng giúp cơ thể hấp thu các vitamin tan trong mỡ: A, D, E và K.

## Trong văn hóa
Can đảm (gan và mật) là từ được dùng để chỉ sự dũng cảm. Sách Chân Lạp phong thổ ký có đề cập đến việc lấy mật người (thủ đảm 取膽):
| “ | Trước đây, trong tháng Tám (theo lịch Trung Hoa), người ta lấy mật người: đó là Vua Chiêm Thành buộc mỗi năm phải nộp một hũ đựng hằng ngàn và hằng hà sa số mật người. Về đêm, người ta cắt người đứng rình ở những vùng trong các thành phố và các làng xóm có nhiều người qua lại. Khi bắt gặp kẻ nào đi đêm, họ chùm đầu bằng một cái mũ vải rút giây và dùng dao nhỏ mổ dưới cạnh sườn bên phải lấy mật ra. Người ta chờ đủ số rồi mới đem dâng Vua Chiêm-Thành. Tuy nhiên, người ta không lấy mật của người Trung Hoa, vì lẽ có một năm, người ta lấy mật của người Trung Hoa để chung với mật người khác tức thì tất cả mật trong hũ đều thối hết không thể nào dùng được. Mới đây, người ta bãi bỏ tập tục lấy mật và an trí riêng các quan chức phụ trách công tác này cùng những thuộc hạ cho ở trong thành gần cửa Bắc. | ” |

Việc lấy mật người và động vật để phục vụ các mục đích tâm linh, chữa bệnh ở Đông Nam Á cũng được nhiều tài liệu ghi nhận.